# Junesz Aliakbár Emamicsogádzsi
Junesz Aliakbár Emamicsogádzsi (perzsa nyelven:یونس امامی ) (1987. március 30. –) iráni szabadfogású birkózó. A 2019-es birkózó-világbajnokságon bronzéremt nyert a 70 kg-os súlycsoportban, szabadfogásban. A birkózó Ázsia-bajnokságon 2019-ben a 70 kilogrammos súlycsoportban bronzérmet szerzett.

## Sportpályafutása
A 2019-es birkózó-világbajnokságon a bronzmérkőzés során a brit Nicolae Cojocaru volt ellenfele, akit 8–0-ra legyőzött.